# Saint-Pierre-Église
Saint-Pierre-Église – miejscowość i gmina we Francji, w regionie Normandia, w departamencie Manche.
Według danych na rok 1990 gminę zamieszkiwało 1769 osób, a gęstość zaludnienia wynosiła 219 osób/km² (wśród 1815 gmin Dolnej Normandii Saint-Pierre-Église plasuje się na 115. miejscu pod względem liczby ludności, natomiast pod względem powierzchni na miejscu 643.).